# Qt Development Frameworks
Qt Software (tidigare Trolltech) är ett norskt mjukvaruföretag, som utvecklar och marknadsför produkterna Qt och Qtopia. De har kontor i Oslo (Norge), Brisbane (Australien), Palo Alto (Kalifornien, USA), Beijing (Kina) samt Berlin (Tyskland). Trolltech köptes av Nokia den 28 januari 2008 för cirka 104 miljoner euro.

## Produkter
Qt är ett programbibliotek, främst för programmeringsspråket C++, som används för att skapa fönsterbaserade applikationer som fungerar på flera olika operativsystem (exempelvis Windows, Mac OS och Linux). Qt används bland annat av webbläsaren Opera, Adobe Elements, Adobe Photoshop Album och Google Earth. Även den betydligt mer omfattande skrivbordsmiljön KDE, som främst används på Linux, är byggd med hjälp av programbiblioteket Qt.
Qtopia är en liknande produkt men som istället används för programvara i handdatorer och telefoner.

## Historia
Qt Software kallades tidigare för Trolltech och ännu tidigare för Quasar Technologies.